# Nikon Z 6
Die Nikon Z 6 ist ein spiegelloses Systemkameragehäuse des japanischen Herstellers Nikon mit neuem Z-Bajonett. Sie wurde gemeinsam mit der Nikon Z 7 am 23. August 2018 im Rahmen einer Pressekonferenz in Tokio vorgestellt.

## Technische Merkmale
Die Modelle Z 6 und Z 7 der spiegellosen Systemkameraserie Z haben einen Vollformatsensor. Beide Kameras verwenden dabei einen rückseitig belichteten Chip (Back Side Illumination, BSI-Technologie). Die Z6 besitzt einen Tiefpassfilter.
Der Innendurchmesser des Nikon-Z-Bajonetts beträgt 55 Millimeter und war zur Zeit der Ankündigung das Vollformat-Bajonett mit dem größten Innendurchmesser. Durch die größere Öffnung kann mehr Licht durch die Objektive auf den Bildsensor gelenkt werden als beim bisherigen F-Mount (49 mm), so dass laut Nikon Lichtstärken bis zu 0,95 (statt bisher 1,4) möglich sind. 2020 ist ein lichtstarkes Objektiv 0,95/58 mm erhältlich; sein Gewicht beträgt 2 kg.
Die Z 6 hat 273 Fokusmessfelder. Ein Fünf-Achsen-Bildstabilisator (VR) ist in das wetterfeste Kameragehäuse integriert.
Das Gehäuse besteht aus einer Magnesiumlegierung und ist abgedichtet. 2019 wurden Probleme bei dem Bildstabilisator bekannt, was aber nicht alle hergestellten Kameras betrifft. Nikon bot hier Abhilfemaßnahmen an.

### Objektivverwendung am Z-Bajonett
Zeitgleich mit den Kameramodellen Z 6 und Z 7 hat Nikon zunächst drei neue Objektive für den Z-Mount vorgestellt: ein 35 mm f/1,8, ein 50 mm f/1,8 und ein Zoom 24–70 mm f/4.
Der neue Z-Mount ist die erste Neuentwicklung eines Objektivanschlusses für 35 mm-Kameras von Nikon seit 1959. Um die Weiterverwendung des großen Spektrums an Objektiven vieler Hersteller mit dem F-Mount zu gewährleisten, hat Nikon den Z-Modellen einen Adapter von F- auf Z-Mount zur Seite gestellt, mit dem bis auf wenige Ausnahmen alle Nikon F-Objektive seit 1959 an die Kameras der Z-Serie angeschlossen werden können. Moderne AF-S, AF-P und AF-I-Nikkore können mit diesem Adapter uneingeschränkt an der Z 6 verwendet werden. Ältere AF-D-Nikkore ohne eigenen AF-Motor können bis auf den Autofocus alle sonstigen Funktionen nutzen wie z. B. Focus-Peaking im Sucher, VR, Belichtungssteuerung und alle Belichtungsmodi. Bei noch älteren AF- (ohne D-Chip), AI- oder AI-S-Nikkoren kann die Anzahl verwendbarer Belichtungsmodi eingeschränkt sein.

## Nikon Z 6II
Etwa zwei Jahre nach der Einführung, am 14. Oktober 2020, stellte Nikon die in Details verbesserte Z 6II vor: Im Vergleich zur Z 6 können nun zehn statt neun Bilder pro Sekunde aufgenommen werden. Die Kamera verfügt über die Möglichkeit, CFexpress- oder XQD-Speicherkarten und/oder SD-Speicherkarten aufzunehmen. Es sind zwei EXPEED-6-Bildprozessoren integriert.
Neben einer höheren Rechenleistung verfügen die Kameras in diesem Zuge auch über einen mehr als doppelt so großen Pufferspeicher. Die Z 6II kann 124 Raw-Aufnahmen am Stück aufnehmen (Z 6: 35) und hält ihre Serienbildgeschwindigkeit mit neun Sekunden etwa dreimal so lang wie das Vorgängermodell.
Neu verfügbar ist der Multifunktionshandgriff MB-N11, der zwei Akkus aufnimmt und einen Auslöser für Hochformataufnahmen bereitstellt.

## Nikon Z 6III
Seit dem 29. Juni 2024 ist die Nikon Z 6III im Handel, die eine deutliche Weiterentwicklung zur Z 6II darstellt.
Sie nutzt einen neuen CMOS-Sensor mit 24,5 MPixel. Er wird als Partially Stacked Sensor („teilweise gestapelter Sensor“) bezeichnet, da sich ein Teil der Elektronik unter- und oberhalb des Sensors befindet. Mit dem Expeed-7-Prozessor aus der Nikon Z 8 / Z 9 werden die Daten mehr als drei Mal so schnell ausgelesen. Damit wird der Rolling-Shutter-Effekt vermindert, aber nicht komplett beseitigt. Die Kamera zeichnet sich auch durch eine sehr hohe Serienbildgeschwindigkeit aus. Mit dem mechanischen Verschluss werden bis zu 14 Bilder/s erreicht, mit dem elektronischen Verschluss im Raw-Format 20 Bilder/s, in JPEG bis zu 60 Bilder/s, bei reduzierter Auflösung (10 Mpix) bis zu 120 Bildern/s. Der Sucher wurde verbessert und hat eine Auflösung von 1600 × 1200 Pixeln, bei einer Maximalhelligkeit von 4000 cd/m^2. Die Farbtreue des Suchers entspricht DCI-P3.

## Produktion
Die Z 6 wird im Nikon-Werk in Sendai, Japan, gefertigt. Nach den Planungen von Nikon sollen dort monatlich 20.000 (Stand 2018) Z 6 und Z 7 produziert werden.

## Auszeichnungen
Der Fotopresseverband Technical Image Press Association (TIPA) zeichnete das Modell Z 6 als Beste Kamera mit Vollformatsensor für Experten mit dem TIPA World Award 2019 aus.
Von der Expert Imaging and Sound Association erhielt die Z 6 die Auszeichnung Kamera des Jahres 2019–2020. In der Fachzeitschrift Fotomagazin wurde die Auszeichnung mit den Worten kommentiert: „Dies ist die beste Allround-Kamera, die ambitionierte Fotografen im Moment kaufen können.“